# María Amalia Dolores Ubeda
María Amalia Dolores "Lola" Ubeda fue una médica argentina del siglo XX, la segunda diplomada en la carrera en ese país.

## Biografía
María Amalia Dolores Ubeda nació en San Nicolás de los Arroyos el 10 de julio de 1869, hija de Juana Rodríguez y de Justo Úbeda.
Cursó sus estudios en la escuela normal mixta de San Nicolás obteniendo el título de maestra en 1891, primera promoción de esa casa de estudios.
Ingresó en la Facultad de Medicina de la Universidad de Buenos Aires doctorándose en 1902 con la tesis La mujer Argentina en la época de la pubertad, apadrinada por el doctor Enrique del Arca.
Trabajó en el Hospital Rivadavia donde llegó a dirigir la Escuela de Enfermeras, fue médica inspectora de escuelas en la provincia de Buenos Aires, médica de la Asistencia Pública e inspectora del Consejo Nacional de Educación hasta 1929. 
Fue una de las fundadoras de la Sociedad de Ginecología, única miembro fundador mujer de la Sociedad de Obstetricia y Ginecología de Buenos Aires Archivado el 3 de marzo de 2016 en Wayback Machine., integró la Sociedad Médica Argentina y la Sociedad Científica Argentina.
Continuó ligada a su ciudad natal y fue vicepresidenta de la Asociación de Residentes Nicoleños en la ciudad de Buenos Aires.
Murió en Buenos Aires el 29 de abril de 1938 y fue sepultada en el cementerio de San Nicolás de los Arroyos, en su bóveda familiar.
Fue declarada ciudadana ilustre por la Cámara de Diputados de la Provincia de Buenos Aires.